# ランナー (SS-476)
|           | |
| 艦歴      | |
| 発注:     | |
| 起工:     | 1944年7月10日                                                                                            |
| 進水:     | 1944年10月17日                                                                                           |
| 就役:     | 1945年2月6日                                                                                             |
| 退役:     | 1969年1月25日                                                                                            |
| 除籍:     | 1971年12月15日                                                                                           |
| その後:   | 1973年6月19日にスクラップとして売却                                                                      |
| 性能諸元  | |
| 排水量:   | 1,570 トン（水上） 2,414トン（水中）                                                                     |
| 全長:     | 311 ft 8 in (95.00 m)（全長）                                                                            |
| 全幅:     | 27 ft 4 in (8.33 m)                                                                                      |
| 吃水:     | 17 ft (5.2 m)（最大）                                                                                    |
| 機関:     | フェアバンクス＝モース38D8-1/8型10気筒対向型ディーゼルエンジン4基 エリオット・モーター2,740馬力発電機2基 |
| 最大速:   | 水上：20.25 ノット (38 km/h) 水中：8.75 ノット (16 km/h)                                                 |
| 航続距離: | 11,000カイリ（10ノット時） （19 km/h 時に 20,000 km）                                                    |
| 巡航期間  | 潜航2ノット (3.7 km/h) 時48時間、哨戒活動75日間                                                          |
| 試験深度: | 400 ft (120 m)                                                                                           |
| 乗員:     | 士官10名、兵員71名                                                                                       |
| 兵装:     | 5インチ砲2基、40ミリ機関砲1基、20ミリ連装機銃1基、50口径機銃1基、30口径機銃2基 21インチ魚雷発射管10基    |

ランナー (USS Runner, SS/AGSS-476) は、アメリカ海軍の潜水艦。テンチ級潜水艦の一隻。艦名は亜熱帯の海域に生息するアジ科のレインボーランナー(和名ツムブリ)やブルーランナーなどに因んで命名された。その名を持つ艦としては2隻目。

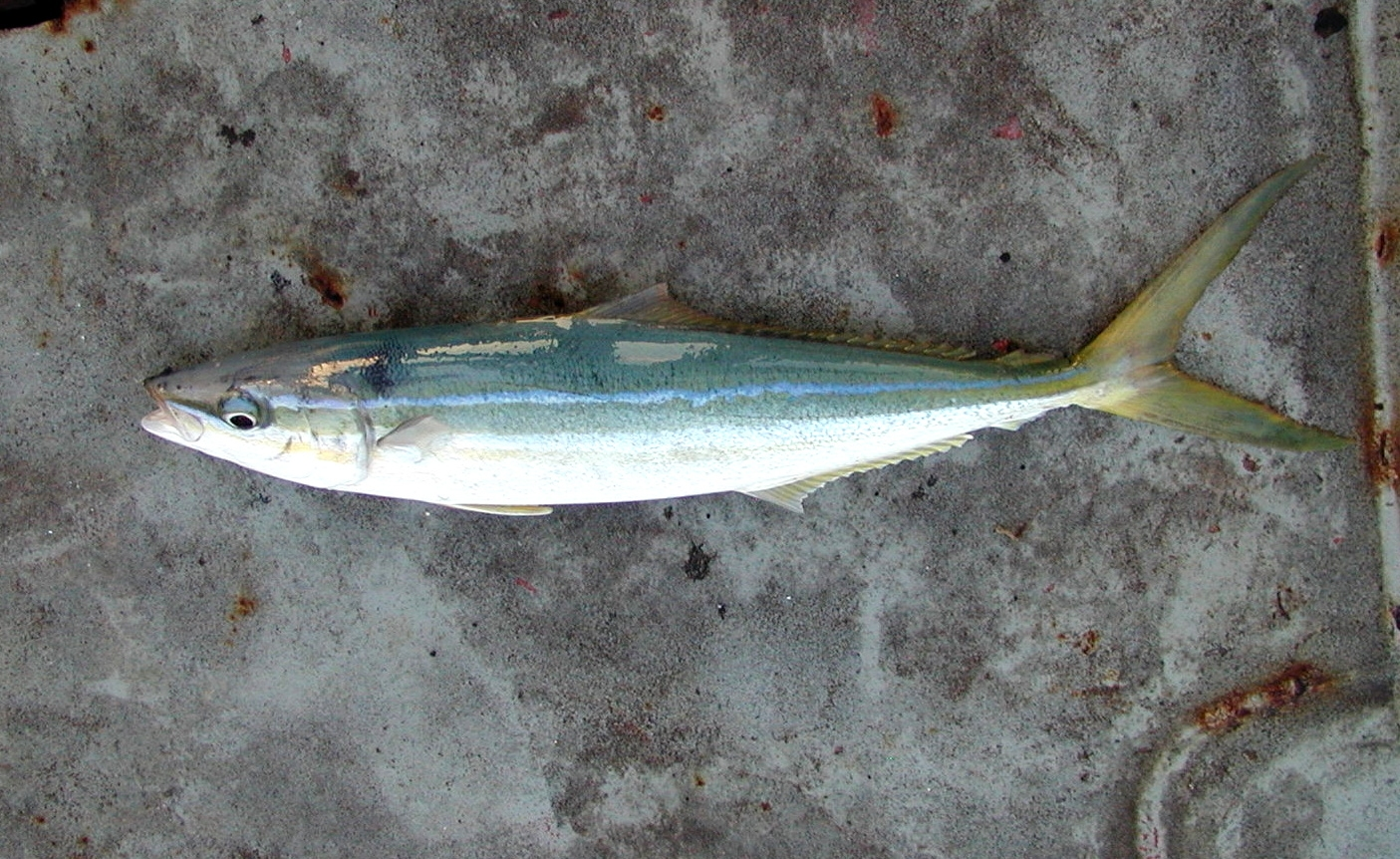
ツムブリ（Rainbow runner）

ブルーランナー（Blue runner）

## 艦歴
ランナーは1944年7月10日にメイン州キタリーのポーツマス海軍造船所で起工した。1944年10月17日にバス夫人（初代艦長バス中佐の妻）によって命名、進水し、1945年2月6日に艦長レイモンド・H・バス中佐（アナポリス1931年組）の指揮下就役する。整調および大西洋岸での訓練後、ランナーは1945年4月5日にコネチカット州ニューロンドンを出航し、フロリダ州キーウェストおよびパナマのバルボアでの追加訓練後、5月21日に真珠湾に到着した。

### 哨戒
6月23日、ランナーは最初の哨戒で日本近海に向かった。ランナーの哨戒海域は本州東岸で、その任務は日本本土防衛のため敷設された機雷原を探知することであった。7月9日、ランナーは北緯39度10分 東経141度58分 / 北緯39.167度 東経141.967度の地点で2隻の護衛艦を従えた中型タンカーを発見し、魚雷を6本発射したものの命中しなかった。翌7月10日には、北緯34度28分 東経142度06分 / 北緯34.467度 東経142.100度の岩手県魹崎沖で、対潜掃討中の第27号掃海艇に遭遇する。魚雷を6本発射し、うち2本が第27号掃海艇の右舷に命中して第27号掃海艇はわずか1分半で沈没した。ステーションを離れる前に、ランナーはガビラン (USS Gabilan, SS-252) とアスプロ (USS Aspro, SS-309) が救助した16名の航空要員を移乗させグアムに送り届けることとなった。7月24日、ランナーは30日間の行動を終えてグアムアプラ港に帰投した。
8月12日、ランナーは2回目の哨戒で日本近海に向かった。しかし、ランナーが本州東部のステーションに到着したとき、戦争は終了した。ランナーは僚艦と共に8月31日に東京湾へ入港し、降伏調印式に姉妹艦と共に海軍潜水艦の代表として参加した。ランナーと僚艦は9月3日に東京湾を出航。9月12日、ランナーは29日間の行動を終えて真珠湾に帰投した。

### 戦後
ランナーは真珠湾にしばし滞在したのち東海岸へ向かい、10月6日にニューロンドンに到着。数週間後に第6潜水戦隊の他の艦艇と共に南方へ移動し、1946年2月14日にパナマのバルボアに到着した。その後3年にわたってランナーはパナマを拠点としてカリブ海での毎年の艦隊訓練に参加した。
1949年6月にランナーはバージニア州ノーフォークに配属され、同地を拠点として7年を過ごす。1957年の秋にランナーは北大西洋でのNATOの演習に参加し、フランスおよびイギリスの港を訪問した。1958年7月から1959年7月までプエルトリコのサンフアンを拠点とし、ランナーはレギュラスミサイル搭載艦としてカリブ海での作戦活動に従事した。1959年7月にノーフォークへ帰還し、その後3年間を艦隊と共に大西洋岸での任務に就く。1962年1月から5月前半まで地中海に展開し、僚艦と共にNATO軍部隊と共同で活動した。1962年の残りは沿岸での対潜水艦戦訓練およびオーバーホールで費やされた。
1963年から1964年にかけてランナーは西部大西洋での様々な対潜水艦戦訓練に参加した。1964年の夏は五大湖での海軍予備役兵の訓練を行った。1965年の春に艦隊演習を行った後、ランナーはオーバーホールのためノーフォーク海軍造船所に入渠した。1966年には定期訓練および対潜水艦戦演習、早春に行われた演習「スプリングボード」などに参加した。7月8日から10月28日までは第6艦隊と共に地中海に展開する。翌1967年の大半は潜水学校生の訓練任務に費やされた。1968年はバージニア州リトルクリークでの水中破壊部隊の訓練任務、東海岸での対潜水艦戦訓練に従事する。4月4日、ランナーは最後の地中海配備に向かった。スペインやポルトガルの港の訪問やNATO軍との演習「ダウンパトロール」に参加し、任務が完了してノーフォークに帰還したのは7月31日のことであった。
1969年1月25日、ランナーはボストン海軍造船所で退役し、グレートレイクス海軍基地へ曳航された。同地で AGSS-476 （実験潜水艦）へ艦種変更される。その後1971年12月15日に除籍されるまで予備役訓練艦として訓練任務に従事した。
ランナーは第二次世界大戦の戦功で1個の従軍星章を受章した。